# Edward Caswall
Edward Caswall född 15 juli 1814 i Hampshire död 2 januari 1878, var en engelsk kyrkoherde och psalmförfattare. Han konverterade till romerskt-katolska kyrkan.  
Caswall studerade vid universitet Oxford och avlade masterexamen 1838. År 1850, året efter hans frus bortgång, anslöt han sig till The Oratory of St. Philip Neri under Newman, där han influerades till sin konvertering till katolicismen. 
Han översatte Romarbrevet och andra latinska texter. Han skrev också egna originalpeom, som hudsakligen finns bevarade i romersk-katolskahymner och läroböcker. De publicerades i Lyra Catholica, som innehåller hans översättningar av Romarbrevet och hymner för mässan (London, 1849); The Masque of Mary (1858); och A May Pageant (1865) samt Hymns and Prose (1873) innehåller de flesta av hans översättningar och originaltexter. Han finns representerad i The Church Hymn book 1872 med åtta av sina psalmer:
Come, O Creator Spirit blest (nr 315) översättning av Veni, Creator Spiritus, I come, thou Holy Spirit (nr 343) översättning av Veni Sancte Spiritus, I sing, my tounge (nr 438) översättning av 'Pange lingua', Overhelmed in depths of woe (nr 445) översättning av 'Saevo dolorum turbine', To Christ, the Prince of peace (nr 512) översättning ur Romarbrevet 'Summi parentis fille', Jesus! the very thougth of thee (nr 731) översättning av Bernhard av Clairvauxs latinska text 'Jesu, dulci Memoria' från 1140, O Jesus! King most wonderful (nr 732) översättning av Bernhard av Clairvauxs latinska text 'Jesu, Rex admirabilis Memoria' från 1140 och O Jesus! thou the Beauty art (nr 733) översättning av Bernhard av Clairvauxs latinska text 'Jesu, Decus Angelicum' från 1140.